# Silver Skates
Silver Skates est un film de Leslie Goodwins sorti en 1943.

## Fiche technique
- Réalisation : Leslie Goodwins
- Scénario : Jerome Cady
- Producteur : Lindsley Parsons
- Photographie : Mack Stengler
- Montage : Richard C. Currier
- Création costume : Madame Houda
- Décor plateau : Albert Greenwood
- Société de production : Monogram Pictures
- Format : Noir et blanc - 1,37:1 - 35 mm  - Son mono
- Date de sortie : 
  - États-Unis : 26 février 1943
- Genre : Film musical
- Durée : 78 minutes

## Distribution
- Kenny Baker : Danny Donovan
- Belita  : Belita
- Patricia Morison : Claire Thomas
- Werner Groebli : Frick
- Frank Faylen : Eddie
- Eugene Turner en tant que champion national de patinage artistique 1941